# 북동캅카스어족
북동캅카스어족은 러시아령의 다게스탄, 체첸, 인구셰티야와 아제르바이잔 북부와 조지아 일부 지역에서 쓰이는 언어들로 이루어진 어족이다. 인근의 독특한 어족들과 함께 캅카스 제어라는 분류에 포함되기도 한다.

## 명칭
이름은 캅카스 언어의 일종인 남캅카스어족과 북서캅카스어족에 대응되는 의미에서 붙은 것으로, 문헌에 따라 "동캅카스어족", "나흐-다게스탄어족", "카스피어족" 등의 명칭도 쓰였다.

## 특징
인접한 북서캅카스어족과 유사하게 음소의 개수가 풍부하며 특히 자음이 다양한 데 반해 모음이 상대적으로 적다. 다만 최소 28개의 모음과 이중, 삼중 모음까지 가지는 체첸어 등 예외도 있다.
형태론을 볼 때 접미사의 강한 교착성이 특징적이며, 약한 굴절성도 보인다. 대부분의 언어가 능격-절대격 형태를 보이며, 명사 부류(noun class) 체계가 있다. 라크어 등 일부 예외를 제외하면 동사는 인칭과 일치하지 않는다. 증거성을 나타내는 문법이 있다.

## 분류
- 나흐어파
  - 바츠어
  - 바이나흐어군
    - 인구시어
    - 체첸어
- 다르기어
- 라크어
- 레즈긴어파
  - 아르치어
  - 사무르어군
    - 동부 사무르어군
      - 우디어
      - 타바사란어
      - 레즈긴어
      - 아굴어

    - 남부 사무르어군
      - 크리츠어
      - 부두흐어

    - 서부 사무르어군
      - 루툴어
      - 차후르어
- 아바르안디어파
  - 아바르어
  - 안디어군
    - 고도베리어
    - 바그발랄어
    - 보틀리흐어
    - 아흐바흐어
    - 안디어
    - 차말랄어
    - 카라타어
    - 틴디어
- 체즈어파
  - 동체즈어군
    - 베시타어
    - 훈지브어
    - 흐바르시어

  - 서체즈어군
    - 디도어
    - 히누흐어
- 히날루그어

## 같이 보기
- 북서캅카스어족
- 북캅카스어족